# Інге Даніельссон
Інге Даніельссон (швед. Inge Danielsson, 14 червня 1941, Брумелла — 30 червня 2021, Огус) — шведський футболіст, що грав на позиції півзахисника, зокрема за «Аякс» та «Гельсінгборг», а також національну збірну Швеції.

## Клубна кар'єра
У дорослому футболі дебютував 1961 року виступами за команду «Іфо Брумелла», в якій провів п'ять сезонів. 
Протягом 1967 року захищав кольори клубу «Гельсінгборг», після чого перейшов до нідерландського «Аякса». Відіграв за команду з Амстердама наступні два сезони своєї ігрової кар'єри. У складі «Аякса» був одним з головних бомбардирів команди, маючи середню результативність на рівні 0,78 гола за гру першості. За цей час виборов титул чемпіона Нідерландів.
1969 року повернувся до «Гельсінгборга», де провів три з половиною сезони. 
Протягом 1973 року захищав кольори клубу «Норрчепінг», а завершував ігрову кар'єру у рідній команді «Іфо Брумелла». Повернувся до неї 1974 року, захищав її кольори до припинення виступів на професійному рівні у 1975.

## Виступи за збірну
1966 року дебютував в офіційних матчах у складі національної збірної Швеції.
Загалом протягом шестирічної кар'єри в національній команді провів у її формі 17 матчів, забивши 8 голів.

## Титули і досягнення
- Чемпіон Нідерландів (1):

«Аякс»: 1967-1968